# Lucas Lima
Lucas Rafael Araújo Lima, vagy egyszerűen csak Lucas Lima, (1990. július 9. –) brazil válogatott labdarúgó, a Palmeiras játékosa.

## Sikerei, díjai
Santos
- Paulista állami bajnok: 2015, 2016
- Paulista állami bajnokság legjobb játékosa: 2016

## Külső hivatkozások
- Santos hivatalos honlapja (portugálul)
- Lucas Lima az ESPN FC oldalon
- Lucas Lima adatlapja a National-Football-Teams.com oldalon (angolul)

- Lucas Lima adatlapja a footballzz.co.uk oldalán